# Livre (álbum de Wanessa Camargo)
Livre é o décimo álbum de estúdio  (décimo primeiro ao todo) e primeiro álbum visual da cantora e compositora brasileira, Wanessa Camargo. Meses antes do lançamento do primeiro single, em 2022, Camargo estreou um novo show, intitulado "Turnê Livre", com um repertório que visita sua discografia; as novas canções são incluídas conforme os lançamentos das mesmas. O álbum visual contém todas as suas nove canções lançadas com um videoclipe correspondente.

## Recepção
A recepção crítica e comercial do álbum destacou aspectos como a narrativa coesa, a diversidade musical e a coragem artística de Wanessa em experimentar novos estilos e abordagens. Livre contribui para o corpo diversificado de trabalho de Wanessa Camargo, consolidando sua posição como uma artista versátil e inovadora na cena musical brasileira.

## Antecedentes
"Dividimos [o álbum] em três atos para poder dar a devida importância para cada estória. Neste momento, espero que as pessoas assistam a estória de 'Livre' no clipe e que amem o projeto novo tanto quanto eu estou amando. Me sinto renascendo em tudo"

– Wanessa Camargo sobre o registro audiovisual.
A intenção inicial de Wanessa foi que o projeto fosse um EP, porém a ideia cresceu e a cantora quis contar uma historia, o que resultou em um álbum. De forma independente, o álbum foi dividido em três datas de lançamentos com blocos de singles: "Livre (Ato 1)" em 28 de abril de 2023 com três faixas; "Livre (Ato 2)" em 23 de junho do mesmo ano com mais três faixas; e "Livre (Ato 3)", com lançamento anteriormente previsto para 28 de setembro. As últimas três faixas do projeto foram lançadas separadamente, finalizando com o álbum completo dia 22 de dezembro.

## Estratégia de lançamento e conceito
A estratégia de lançamento escalonado permitiu que Wanessa mantivesse o interesse do público ao longo do tempo, proporcionando aos fãs uma experiência gradual e envolvente com o álbum. O conceito por trás de Livre busca contar uma história através de suas faixas, proporcionando uma experiência mais imersiva aos ouvintes.

## Lista de faixas
| Edição padrão |                            |                                                            |              |         |  |
| N.º           | Título                     | Compositor(es)                                             | Produtor(es) | Duração |  |
| 1.            | "Livre"                    | César Lemos                                                | Lemos        | 3:09    |  |
| 2.            | "Quem Sou Eu"              | Amanda Coronha Bibi Oliveira Mayra Arduini Wanessa Camargo | Lemos        | 4:39    |  |
| 3.            | "Fragmentos"               | Oliveira Lary Marcelo Mira Marcelo Vig Arduini             | Lemos        | 2:52    |  |
| 4.            | "Fora Do Radar"            | Bárbara Dias Lemos                                         | Lemos        | 3:06    |  |
| 5.            | "Parte De Mim"             | Coronha Oliveira Arduini Camargo                           | Jason Deere  | 2:57    |  |
| 6.            | "Não Devo Nada"            | Coronha Dias Oliveira Lemos Arduini Camargo                | Lemos        | 2:46    |  |
| 7.            | "Lua Cheia"                | Coronha Oliveira Arduini Camargo                           | Lemos        | 3:01    |  |
| 8.            | "Velocidade" (part. Brasa) | Coronha Oliveira Brasa Arduini                             | Lemos        | 2:37    |  |
| 9.            | "Só Respira"               | Coronha Oliveira Arduini Camargo                           | Deere        | 3:15    |  |